# Girolamo Ciulla
Girolamo Ciulla (Caltanissetta, 8 marzo 1952 – Pietrasanta, 8 dicembre 2023) è stato uno scultore italiano.

## Biografia

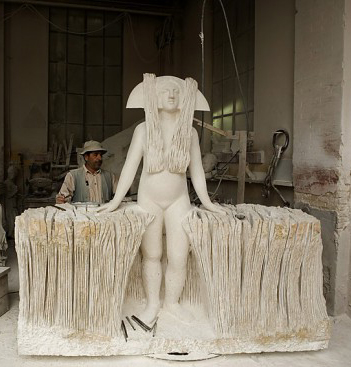
Girolamo Ciulla, Dea Cerere, 1999, botticino, cm 190x250x100

Inizia ad esporre nel 1970 partecipando alla "VII Rassegna d'Arte Contemporanea" a Palazzo del Carmine nella sua città natale. Dal 1987 comincia la collaborazione con Tiziano Forni, fondatore della Galleria Forni di Bologna, con cui espone anche in rassegne critiche dedicate alla scultura e nelle principali fiere d'arte italiane ed internazionali come ArteFiera di Bologna e MiArt-Fiera Internazionale di Arte Moderna e Contemporanea di Milano.
Dello stesso periodo risalgono le importanti personali presso la Galleria Gian Ferrari a Milano, curata da Francesco Gallo, e la Galleria Davico a Torino. Nel 1988 espone alla "Versiliana" di Marina di Pietrasanta e si trasferisce a Pietrasanta.
Tra le collettive cui Ciulla è invitato vanno ricordate: "Arte Segreta" curata da Vittorio Sgarbi (Bologna, Galleria Forni, 1987), "Sculture da Carrara, Massa e Pietrasanta", (Yorkshire Sculpture Park, West Bretton, Regno Unito, 1988), “Per un amico. 27 scultori ricordano Pier Carlo Santini” (Lucca, Fondazione Ragghianti, 1994), “XXXIV e XXXV edizione del Premio Suzzara” (Suzzara, 1994 e 1995), "XVI Biennale Internazionale del Bronzetto" (Padova, Museo degli Eremitani, 1995), "Situazione scultura" (Lucca, Palazzo Ducale, 1996), "Continuità dell'immagine. Aspetti della Pittura e della Scultura" (Ancona, Lazzaretto, 1997), "Arte nella città. Sculture in un percorso urbano" (La Spezia, 2000), "Da Boccioni a Bacon alla contemporaneità", curata da Marco Di Capua e Vittorio Sgarbi (Bologna, Galleria Forni, 2000), "Mito contemporaneo" (Vicenza, Basilica Palladiana, 2003), "Lo sguardo italiano. Ventidue artisti per Bufalino" (Comiso, Teatro Naselli, 2004), "Lo spirito della pietra" (Roma, Accademia di San Luca, 2005), "Fuori del labirinto. Atti e storie del Mediterraneo" (Massa, Palazzo Ducale, 2006).
Tra le principali partecipazioni a rassegne estere si possono citare quelle al Musée des Beaux-Arts di Bemay, in Normandia (1990), al Museum der Skulpturenmodelle di Grenzach-Wylhen nel Baden Wurttenberg (1992), al Contemporary Art Center di Schalkwyk presso Utrecht (1998), al Boulevard des Sculptures 2002 di Kijkduin, presso L'Aia (2002), a Triptyque, mostra allestita nell'Abbaye du Ronceray presso Angers (2004), alla Biennale d'Arte Contemporanea di Busan, Corea del Sud (2006).
Di rilievo sono i suoi interventi in diversi contesti monumentali come le sculture realizzate per la chiesa di San Pietro a Caltanissetta (2002), i Coccodrilli per piazza Castagnola (2003), l'installazione con i Mensoloni per la piazza di Caltanissetta (2003), la grande Cerere scolpita per la ProSementi di Bologna (2005). Opere monumentali sono presenti nelle città di Seul (Corea del Sud), Assuan (Egitto) e Malindi (Kenya).
Negli anni recenti Ciulla tiene mostre personali di particolare rilievo a Pietrasanta, in piazza Duomo e nella chiesa di Sant'Agostino, per la cura critica di Beatrice Buscaroli (2006) e a Londra, presso la Albemarle Gallery (2007).
È inoltre invitato da Marilena Pasquali alle rassegne critiche: "Morandi e la natura morta oggi in Italia" (Francavilla al Mare, Museo Michetti, 2007), "Nuova Biennale del Muro Dipinto" (Dozza, Bologna, 2007), "L'alibi dell'oggetto. Morandi e gli sviluppi della natura morta in Italia" (Lucca, Fondazione Ragghianti, 2007).
Nel 2010 partecipa alla Biennale Scultura Internazionale a Racconigi curata da Luciano Caramel e nel 2011 alla Biennale Progetto Scultura a Rimini, curata da Beatrice Buscaroli.
Sempre nel 2011 è invitato alla 54ª Biennale d'Arte di Venezia, Padiglione Italia, Regione Siciliana e tiene la personale "Le misteriose declinazioni del mito" presso la Galleria La Vite di Catania, con testo critico di Luciano Caprile.
Del 2012 è la prima personale parigina dal titolo "Le mythe contemporain" presso la Galleria Agnès Monplaisir mentre nel 2013 tiene la personale "Girolamo Ciulla - Il mito come disegno della materia" presso Palazzo Panichi a Pietrasanta curata da Alessandro Romanini.
Nel 2015, in occasione dell'Expo - "Nutrire il Pianeta, Energia per la Vita", espone 4 Aurighe all'interno del padiglione Eataly di Oscar Farinetti nella mostra "I Tesori d'Italia", curata da Vittorio Sgarbi.. Nello stesso anno tiene la personale "Girolamo Ciulla/Il costruttore di templi", presso il Circolo del Fico a Pietrasanta.
Nel 2016, sotto la curatela di Pietro Marani, espone una serie di opere dedicate al mito di Apuleio e l'asino d'oro a Forte dei Marmi, presso Villa Bertelli e tiene la personale "Le ali di San Giorgio" curata da Vittorio Sgarbi, presso Etra Studio a Firenze.
Nel 2017 è invitato a Scultura mosaico. Il colore della scultura, mostra curata da Laura Gavioli e tenutasi presso il Museo Nazionale di Ravenna.
Nel 2018, in occasione della 31/a edizione delle «Grandi Mostre nei Sassi» di Matera, espone nelle chiese rupestri di San Nicola dei Greci e Madonna delle Virtù di Matera con la mostra personale «Dimore del Mito» a cura di Beatrice Buscaroli.
Nell'ottobre del 2021, espone le sue opere, in occasione della mostra "La Permanenza Del Mito" tenuta a Caltanissetta presso Palazzo Moncada, a cura di Giuseppe Ingaglio.
Nel novembre del 2021 riceve il "Premio internazionale De Agrò" di Arti Visive Cultura e Solidarietà, per la Sezione Scultura a cura del direttore artistico e professore Paolo Giansiracusa.
Il 19 giugno 2022 inaugura la fontana "L'Acqua di Afrodite" nella città di Pietrasanta.
Il 12 marzo 2022 partecipa alla Mostra collettiva "Antonio Canova e la scultura contemporanea" alla vigilia dei duecento anni dalla sua morte, a cura di Vittorio Sgarbi.
Decede l'8 dicembre a Pietrasanta .
Lo scultore Ciulla è stato tumulato nello spazio riservato ai cittadini illustri di Pietrasanta, dove riposano, fra gli altri, Fernando Botero e Igor Mitoraj.

## Opere
- Guerriero di Capestrano, 2000, travertino, cm 60x70x190
- Dea Cerere, 1999, botticino, cm 190x250x100
- Stele votiva, 1999, travertino, cm 200x40x60
- Carota con asino, 1989, travertino siciliano, cm 200x23x23

### Opere in spazi pubblici
- The origin of species, Seul, Corea.
- Assuan, Egitto
- 3 opere nella Chiesa di S. Pietro, Caltanissetta
- 6 Mensoloni,  corso Vittorio Emanuele, Caltanissetta
- Piazza dei coccodrilli, Piazza Castagnola, Massa
- Coccodrillo, Pietrasanta
- Malindi, Kenya
- Sedili in Pietra, Pontedera

### Opere in musei
- Museo Omero - Ancona
- Museum, Osservatorio dell'arte contemporanea in Sicilia - Bagheria
- Museo Oya - Utsunomiya (Giappone)
- Galleria d'Arte Contemporanea della Fondazione Ragghianti, Lucca
- MAGI '900 - Museo delle eccellenze artistiche e storiche, Pieve di Cento
- Vittoriale degli italiani, Gardone Riviera[11]
- MACIST, Biella[12]

## Galleria d'immagini

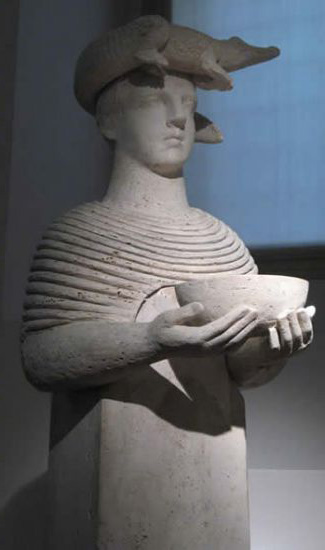
Girolamo Ciulla, Stele votiva, 1999, travertino, cm 200x40x60
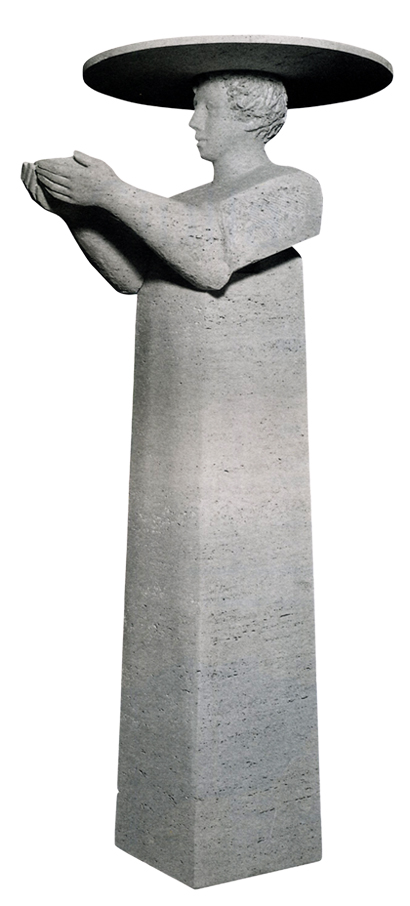
Girolamo Ciulla, Guerriero di Capestrano, 2000, travertino, cm 60x70x190
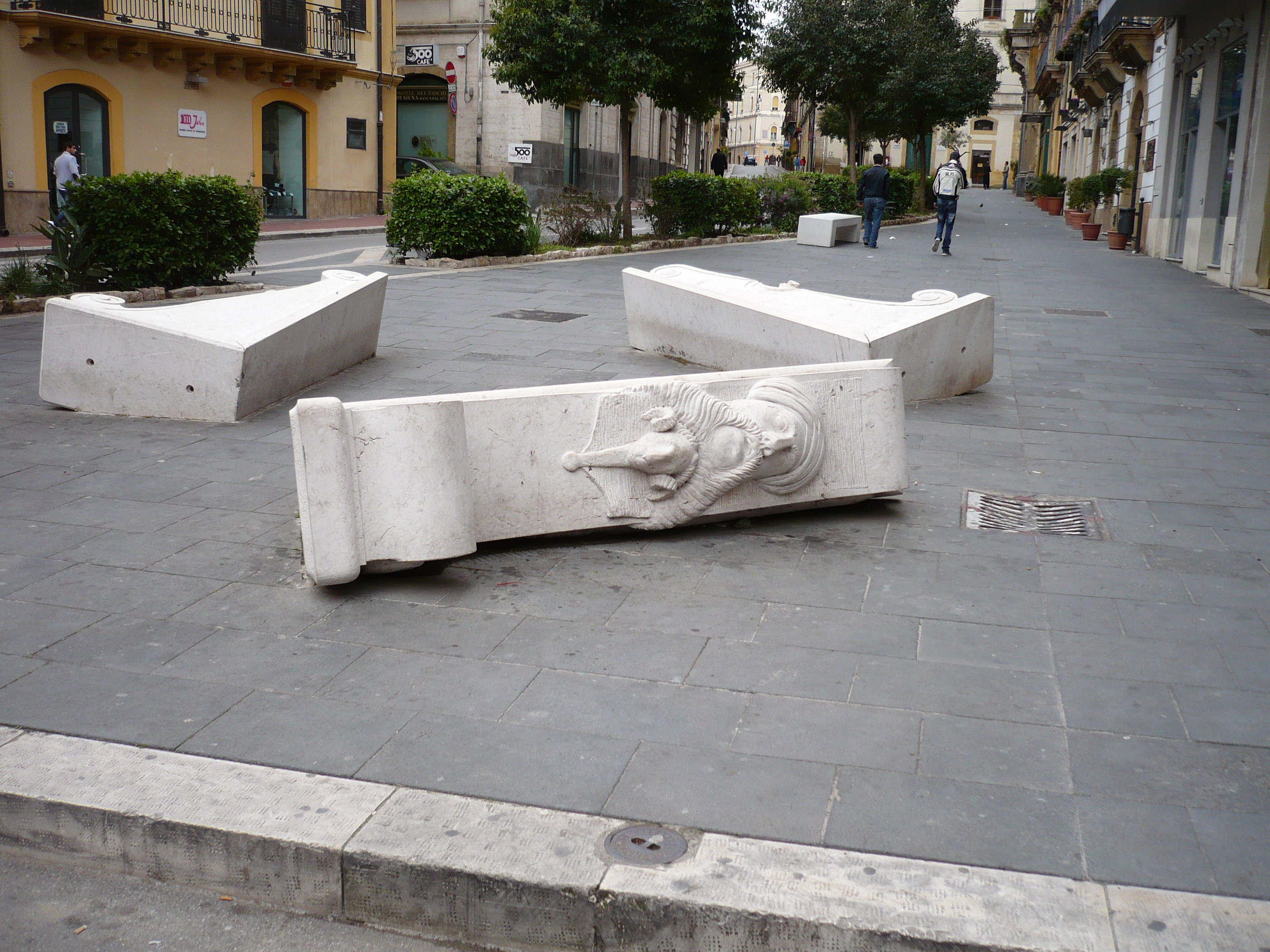
Sedili a mensoloni di G. Ciulla in Corso Vittorio Emanuele a Caltanissetta, panoramica di tre
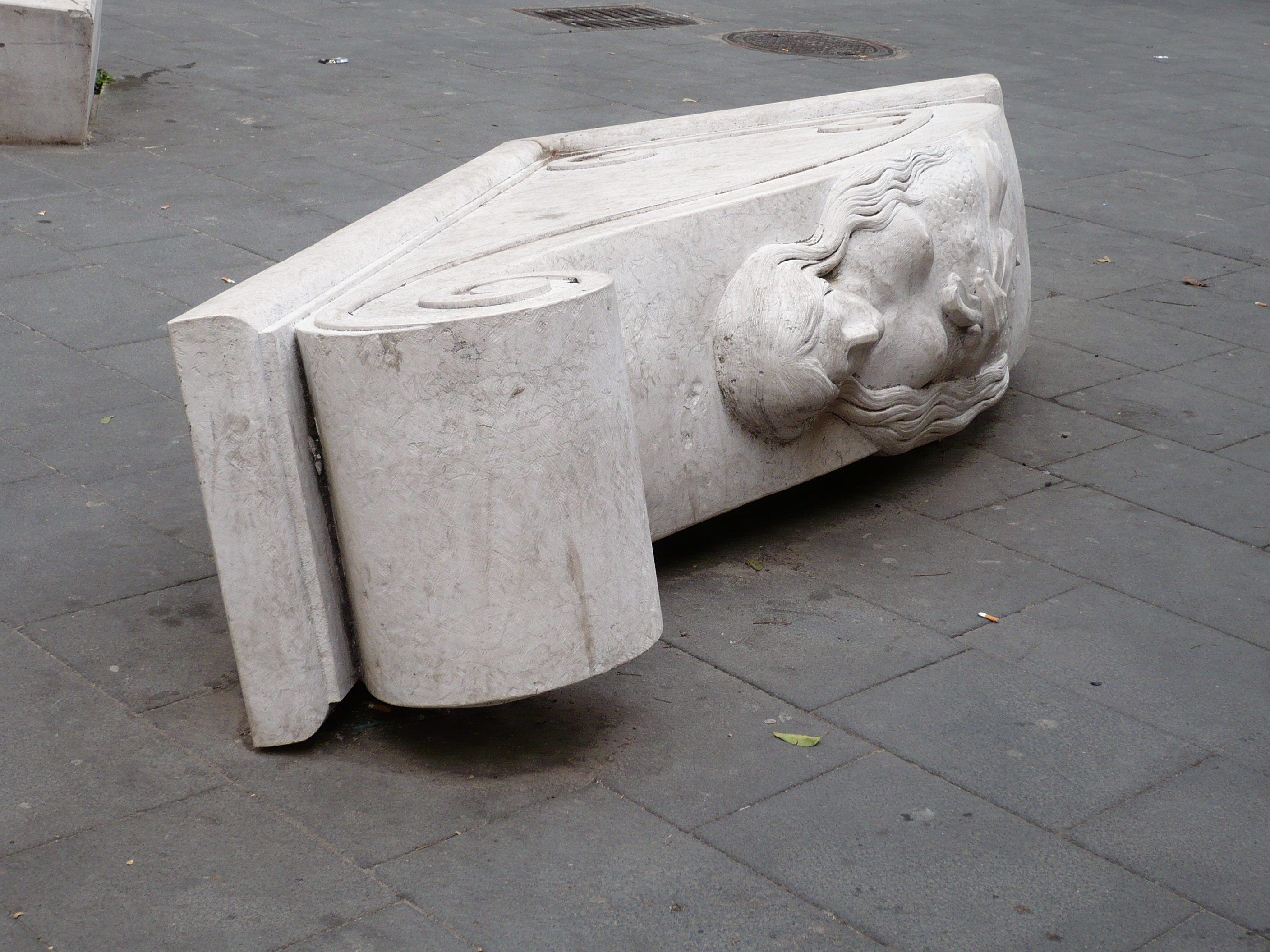
Sedili a mensoloni di G. Ciulla in Corso Vittorio Emanuele a Caltanissetta
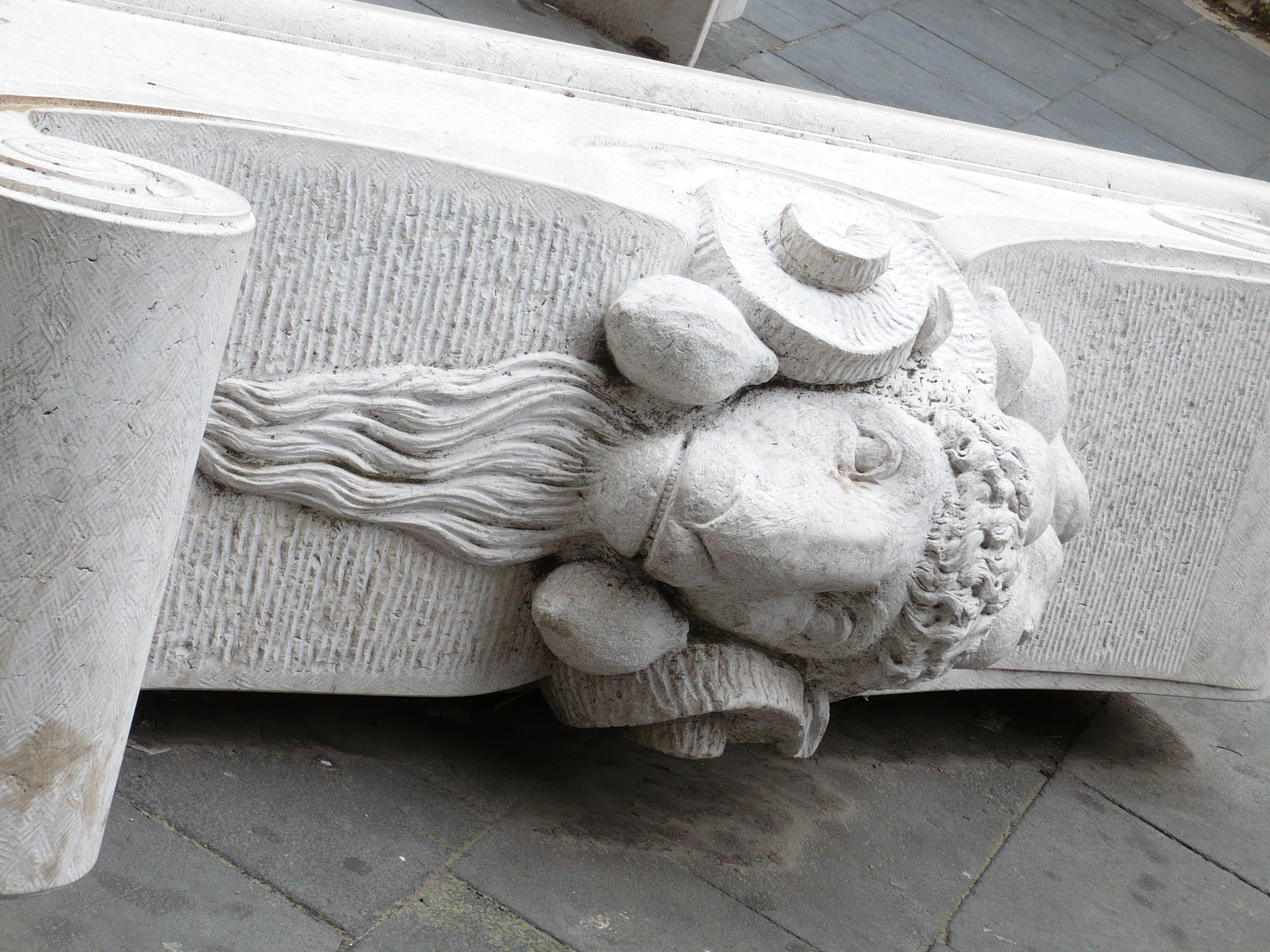
Sedili a mensoloni di G. Ciulla in Corso Vittorio Emanuele a Caltanissetta, particolare
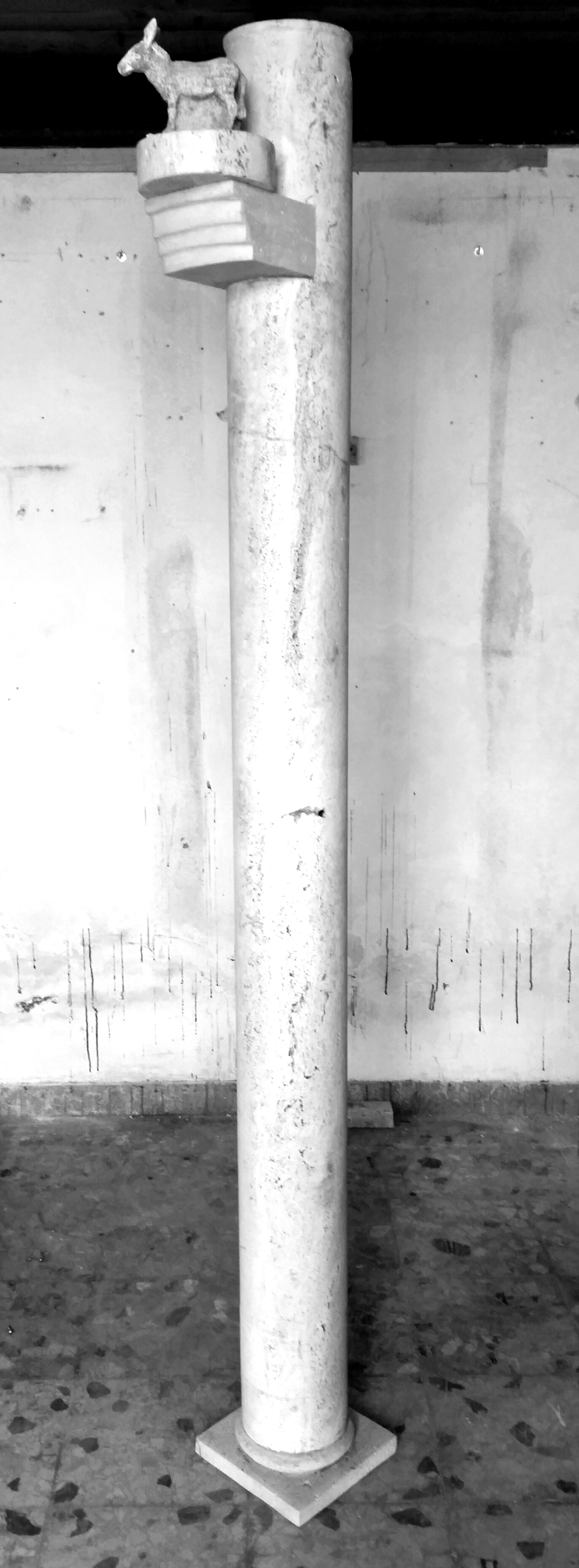
Carota con asino, 1989, travertino siciliano, cm 200x23x23
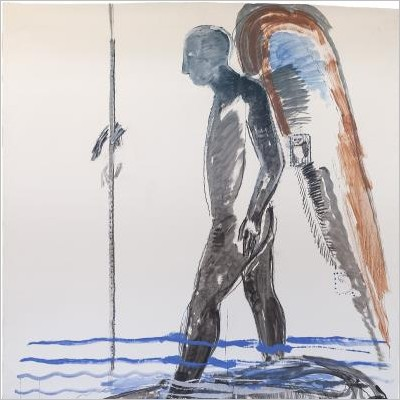
Girolamo Ciulla, Le ali di San Giorgio, tempera su carta
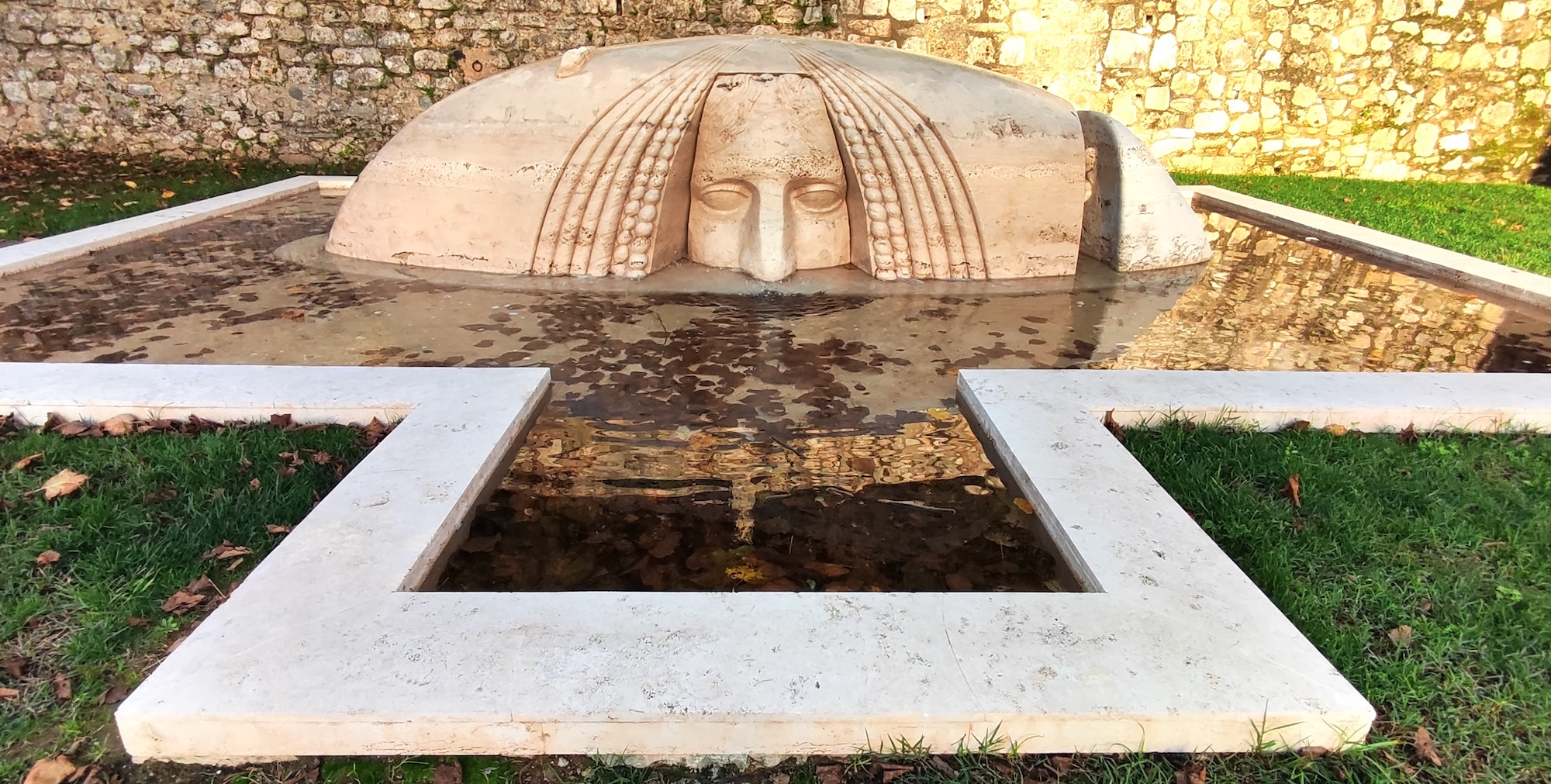
Girolamo Ciulla, L'acqua di Afrodite, 2022, travertino